# ایالت‌های تازه
ایالت‌های تازه یا ایالت‌های شرقی (به آلمانی: neue Länder) به ۵ ایالت، جمهوری فدرال آلمان گفته‌می‌شود، که براساس قانون ایجاد ایالت، که در ۱۹ ژوئیه ۱۹۹۰ توسط اعضای کنگرهٔ خلق آلمان شرقی تصویب شده‌بود، تشکیل شدند. این ایالت‌ها، به همان نام توسط قانون اتحاد آلمان در اکتبر ۱۹۹۰ به جمهوری فدرال آلمان پیوستند. برلین غربی نیز با برلین شرقی ادغام شد.

## ایالت‌ها
۵ ایالت زیر، ایالت‌های جدید هستند:
1. برندنبورگ
2. تورینگن
3. زاکسن
4. زاکسن-آنهالت
5. مکلنبورگ-فورپومن

### برلین
برلین بر اساس قانون اساسی آلمان غربی یک ایالت مجزا بود، ولی این ایالت تا زمان اتحاد دو آلمان، فقط شامل برلین غربی می‌شد. پس از اتحاد دو آلمان برلین غربی و شرقی با هم ایالت برلین را تشکیل دادند.

## ادارهٔ انتقالی ایالت‌ها
بر اساس، بخش ۱۵ قانون اتحاد آلمان، تا زمان انتخاب نخست وزیر ایالت، شورایی از مدیران، ایالت‌ها را اداره می‌کند. در این دوران، ایالت‌های قدیمی، هم از نظر مالی و هم فنی به ایالت‌های تازه کمک می‌کردند. در عین حال بودجه اتحاد دو آلمان، نیز از طرف دولت مرکزی به ایالت‌های تازه تأسیس، برای ابجاد ساختارهای متناسب تزربق می‌شد.